# Robert Crawshaw
Robert Arnold Crawshaw (Bury, 6 maart 1869 - Burnley, 14 september 1952) was een Brits waterpolospeler.
Tijdens de Olympische Zomerspelen 1900 won Crawshaw met de Britse ploeg de gouden medaille won.
Thomas Coe · Robert Crawshaw · William Henry · John Jarvis · Peter Kemp  · Victor Lindberg · Frederick Stapleton